# Бази
Бази (фр. Bazus) насеље је и општина у јужној Француској у региону Миди Пирене, у департману Горња Гарона која припада префектури Тулуз.
По подацима из 2011. године у општини је живело 572 становника, а густина насељености је износила 62,65 становника/km². Општина се простире на површини од 9,13 km². Налази се на средњој надморској висини од 165 метара (максималној 216 m, а минималној 128 m).

## Демографија
| 1962. | 1968. | 1975. | 1982. | 1990. | 1999. | 2011. |
| ----- | ----- | ----- | ----- | ----- | ----- | ----- |
| 242   | 252   | 289   | 372   | 437   | 532   | 572   |

График промене броја становника у току последњих година

## Споменици
- Градска већница
- Црква
- Ратни споменик
- Перионица